# 網頁開發者
网页开发者（英語：Web developer）是指擅长或专门从事万维网应用程序开发，或完成经HTTP从网页服务器到网页浏览器分发的网络应用程序的程序员。